# Диосмийтригерманий
Диосмийтригерманий — бинарное неорганическое соединение, интерметаллид
осмия и германия
с формулой Ge3Os2,
кристаллы.

## Получение
- Сплавление стехиометрических количеств чистых веществ:

{\displaystyle {\mathsf {2\ Os+3Ge\ {\xrightarrow {T}}\ Ge_{3}Os_{2}}}}

## Физические свойства
Диосмийтригерманий образует кристаллы
ромбической сингонии,
пространственная группа P bcn,
параметры ячейки a = 1,1544 нм, b = 0,9281 нм, c = 0,5783 нм, Z = 8,
структура типа трисилицида дирутения Ru3Si2
.
Проявляет полупроводниковые свойства .